# Tojikfilm
Tojikfilm (en tayiko: Тоҷикфилм, en ruso: Таджикфильм), o Tajikfilm, son unos estudios de cine tayikos situados en la capital Dusambé. Fundados en 1930 durante la etapa soviética de Tayikistán, los estudios aún son los más grandes e importantes del país y en ellos se han filmado y producido algunas de las mejores películas tayikas.

## Historia
Tajikfilm fue fundada en 1930 durante la RSS de Tayikistán como un estudio de películas de actualidad. El estudio dio a conocer su primer largometraje en 1932. En 1941 Tajikfilm se fusionó con Soyuzdetfilm, sólo para resurgir en 1943. El estudio produjo películas en ruso y tayiko.

## Filmografía
La siguiente es una selección de las mejores películas del estudio:
- Smert' rostovschika (Смерть ростовщика) - 1966.
- Skazanie o Rustame (Сказание о Рустаме) - 1972.
- Rustam u Suhrob (Рустам и Сухрaб) - 1972.
- Zvezda v nochi (Звезда в ночи) - 1972.
- Skazanie o Siyavysche (Сказание о Сиявуше) - 1976.
- Telokhranitel - 1979.
- V talom snege zvon ruchya (В талом снеге звон ручья) - 1983.
- Semeinye tainy (Семейные тайны) - 1985.
- Govoryaschii rodnik (Говорящий родник) - 1986.